# 大久野島
大久野島（おおくのしま、おおくのじま）は、瀬戸内海芸予諸島の一つであり、広島県竹原市に属する無人島（定住者なし、居住者あり）。「ウサギの島」「毒ガスの島」として知られる。

## 概要
本州にある竹原市忠海から南方沖合い3kmに位置する。西へ1.1kmの位置にあるのが小久野島、その少し南が松島でともに無人島。さらに西が阿波島、南西側が大崎上島、南が愛媛県との県境で、その南が大三島である。東は高根島と生口島。住所は、全島域が〒729-2311広島県竹原市忠海町大久野島、旧豊田郡忠海町域で住所が忠海町表記なのはこの島だけである。
面積0.7km2 。周囲4.3km 。最大標高は島の北側で108m 。気候は瀬戸内海式気候。
ほぼ全島域が環境省所有の国有地であり、一般財団法人休暇村協会が運営する「休暇村大久野島」や「毒ガス資料館」「大久野島ビジターセンター」などがある。2010年時点で人口は22人。民家は存在せず、全員休暇村の従業員である。島内への一般車両は通行不可。携帯電話・Wi-Fi（休暇村ホテル内のみ）の情報ネットワーク網は構築されている。ただし上水道は本州と繋がっておらず、島外から船で運ばれている。人口・定期便航行距離および寄港回数から離島振興法未指定離島であり、資料によっては行政管理上、無人島としているものもある。
昭和初期に国内で2箇所、大日本帝国陸軍では唯一の毒ガス製造工場があった島である。現代では「ウサギの島」として知られ、2025年時点で約500羽の野生のウサギが生息し、年間で約20万人の観光客が訪れる。

## 歴史

### 近世まで
この海域でナウマン象の臼歯が発見されている。これは古代瀬戸内海が平原であったこと、そして現在の島は当時丘の一つだったことの証明の一つである。一方でこの島では遺跡や古墳・城址といった埋蔵文化財が発見されていない。
忠海の歴史では
- 大治4年（1129年）、平忠盛は山陽道・南海道の海賊追討使に抜擢されると、この地は忠盛により平定される。この際に忠盛は自らの名を2つに分け、北側の浦を「忠海」、南側の大三島の地を「盛」(盛漁港)と名付けた。これが忠海の由来である[10]。
- 康応元年（1389年）、今川貞世（了俊）が記した足利義満の厳島詣随行記『鹿苑院義満公厳島詣記』によると、義満一行は帰路の途中この付近で座礁したため忠海で潮を待ち、一句詠んでいる[10]。

つまり、この周辺海域は古くからの航路であり、海賊が横行していたということがわかる。
この島には村上水軍の末裔が住んでいたと言われている。なお中世において、南側の大三島は越智氏・大祝氏の三島水軍の拠点であり、それ以外の周辺は小早川氏（小早川水軍）になり北の忠海はその庶家である浦氏（浦宗勝）の、東側の生口島は同じく庶家の生口氏（生口景守）の拠点、西の大崎上島は浦氏傘下になる大崎衆の縄張りである。伊予の能島村上氏村上武吉・村上元吉親子が竹原に移り住んだのは安土桃山時代のことであることから、この島に住んでいたのがその末裔であるなら近世に住み着いたことになる。『芸藩通志』の絵図には「久野明神」が唯一描かれている。
明治14年（1881年）時点で戸数4戸、住人数26人。

### 芸予要塞

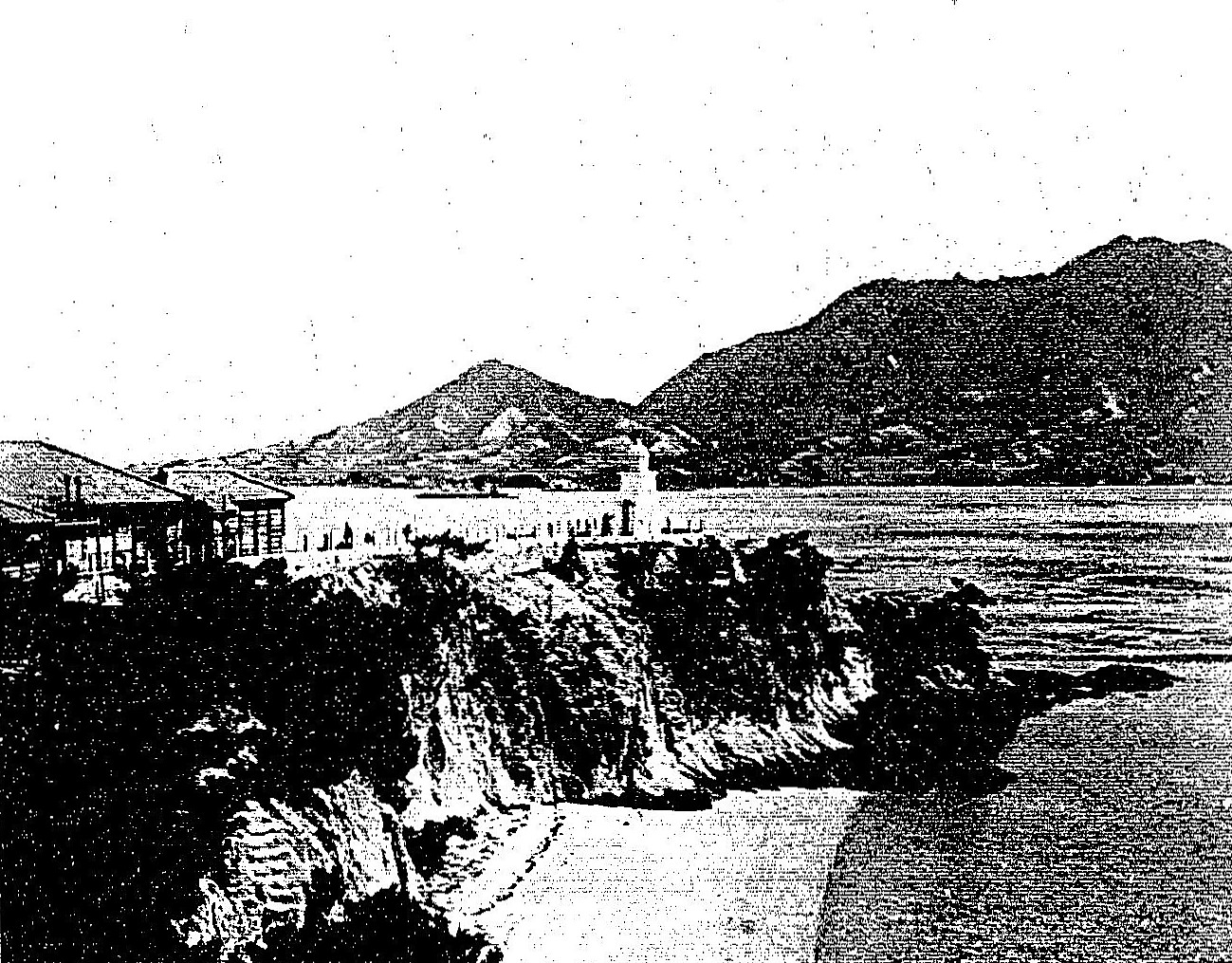
明治37年（1904年）3月刊逓信省航路標識管理所著『燈台要覧』内にある大久野島灯台。この見える敷地・建物は逓信省の所管。撮影年は不明だが出版時点では芸予要塞は運用中である。

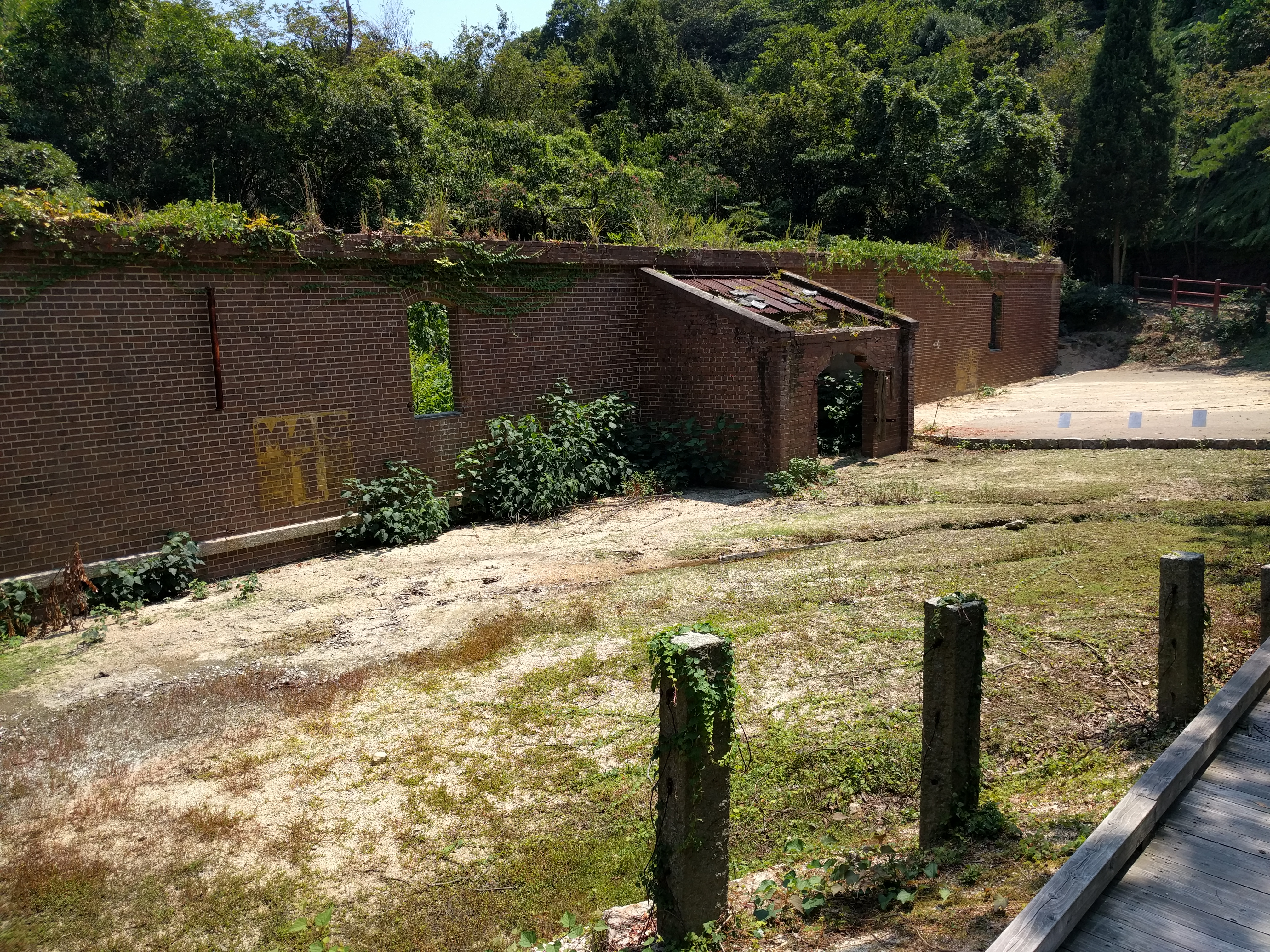
芸予要塞火薬庫跡。毒ガス製造所運営時は筒類製造に用いる火薬が貯蔵されていた。「MAG1」と書かれているがこれは朝鮮戦争時にこの島を接収していたアメリカ軍が弾薬庫として用いていたころの名残。ただ2018年西日本豪雨で崩壊しているため、この写真は現在の状況ではない。

最初に近代的施設が建てられたのは、大日本帝国陸軍の施設ではなく、逓信省大久野島灯台である。四国と大島に挟まれた来島海峡は海の難所であったため、それを避けるよう副航路として北側を大きく迂回する三原瀬戸航路が用いられることとなり、大久野島灯台はその航路上に置かれた9つの灯台のうちの一つで、明治27年（1894年）5月に点灯した。なお現在の灯台は2代目である。
その次にできるのが陸軍の大久野島砲台（芸予要塞）である。明治初期、瀬戸内海から京阪への欧州列強の艦船の侵攻に備えるため、狭隘部である紀淡海峡、鳴門海峡、豊予海峡、下関海峡に沿岸要塞砲台を置くことになった。豊予だけは当時の要塞砲（海岸砲）の最大射程より海峡幅の方が広かったため、別案として立てられたのが芸予要塞である。計画自体は明治6年（1873年）『海岸防禦法案』から始まったもので、最終的に忠海海峡のこの島と来島海峡の小島の2つに決定したのは日清戦争後の明治30年（1897年）、そして芸予要塞の全ての工事が明治35年（1902年）竣工した。資料によっては、日露戦争に向けて対ロシア海軍用に急ピッチで造られたと言われている。明治38年（1905年）倉橋島の南を震源として芸予地震が起こるが砲台に被害があったかは不明。後に国防方針変更、要塞砲射程の向上、第一次世界大戦で航空機が登場したことにより、既存要塞の整理が行われて新たに豊予要塞ができ、大正13年（1924年）芸予要塞は一度も用いられないまま廃止となった。施設はのち毒ガス保管所など改築されたものも含め遺構として現在も残る。

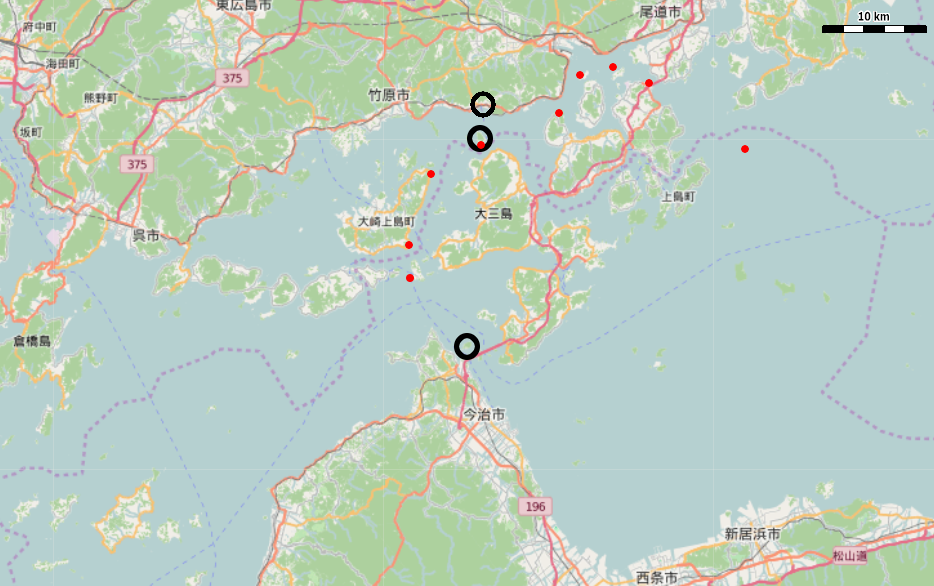
赤が三原瀬戸航路の9つの灯台、黒が芸予要塞2島と冠崎砲台。2つが重なるのが大久野島。呉は西にある。

この島は昭和初期「地図から消された島」であった。現在一般的には、陸軍の毒ガス工場があったため機密性から秘匿され当時の一般向け地図においてこの一帯は空白地域として扱われたと言われているが、実際にはそれより古い明治・大正時代から芸予要塞司令部による検閲が入っており、地図では要塞秘匿のため来島海峡からこの島付近一帯まで赤く塗り潰されていた。なお、昭和7年（1932年）時点での軍事極秘の理由は「呉要塞近傍」であるが、呉要塞とは陸軍広島湾要塞の旧称でこの時点は廃止され海軍呉鎮守府に移管されていることから、海軍も検閲していたことになる。
|  | 1.5 km 大久野島のみではなく周辺一帯を消していた。 |

### 毒ガスの島

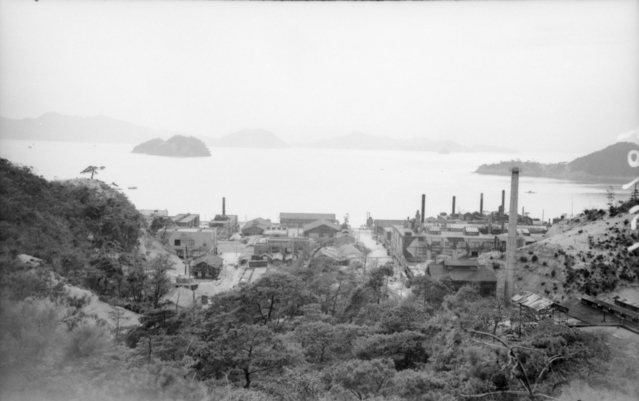
1946年8月島の南部を西方向に望む。手前右の煙突の向こう側の地が現在の大久野島ロッジ。右に見切れる島が小久野島、左の島が松島、その向こう側が大崎上島。

この島では、昭和4年（1929年）から昭和20年（1945年）まで、太平洋戦争で使用するための毒性のガスが大日本帝国陸軍によって秘密裏に製造されていた。この時代まで島内には民家七戸・住人数十人がおり農耕を営んでいたが、毒ガス製造が始まった時に強制退去となった。

作られていた毒ガスの種類は血液剤、催涙剤、びらん剤、嘔吐剤の4種で、戦争末期には風船爆弾の風船部分も作られていた。毒ガスやそれに関する機器は終戦直後旧日本軍が証拠隠滅を図り海洋投棄し、その後進駐軍が島全体を接収し海洋投棄・埋設・焼夷剤で焼却するなどの無毒化処理が施された。
朝鮮戦争が始まると再びアメリカ軍が接収し、島内の建物を弾薬庫として用いた。彼らは1950年から1955年まで接収し続け、後にほぼ全島域を大蔵省（現・財務省）、灯台付近のみ運輸省（現・国土交通省）が所管することになる。
島内では、施設放棄から半世紀以上経った現在でも内部が空になった巨大なコンクリート製の毒ガス施設はその姿を残し、いくつかが立入禁止区域に指定されている。

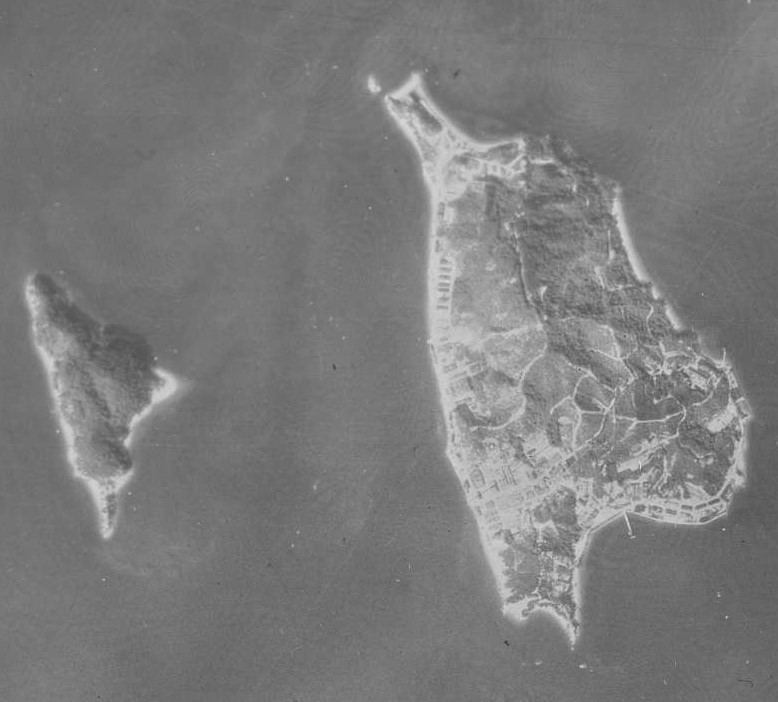
1947年米軍撮影。
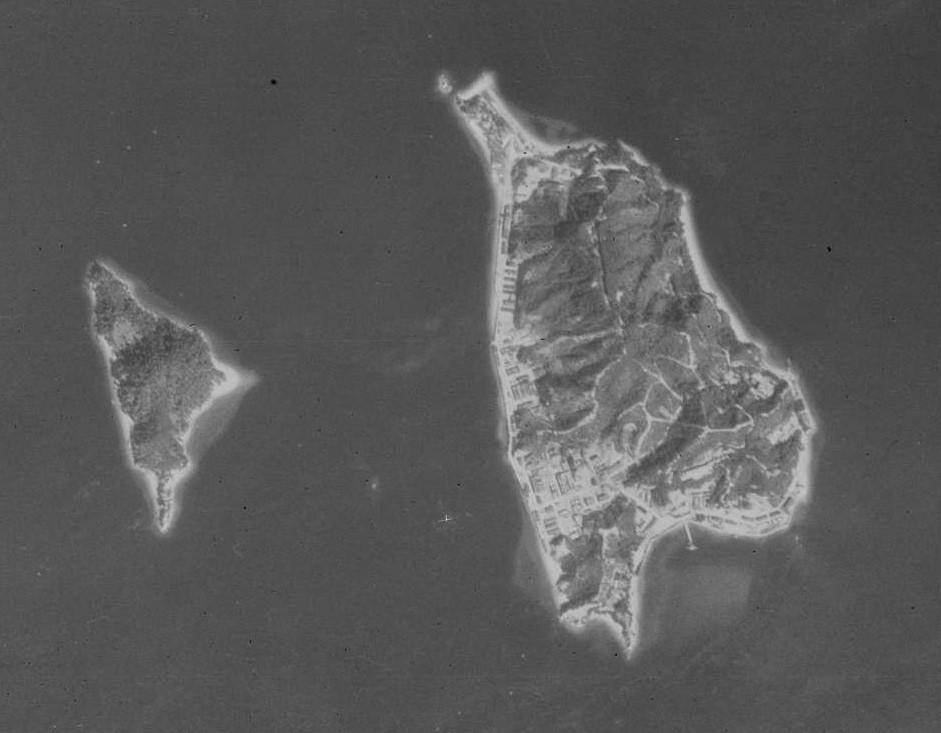
1948年米軍撮影。

### 休暇村

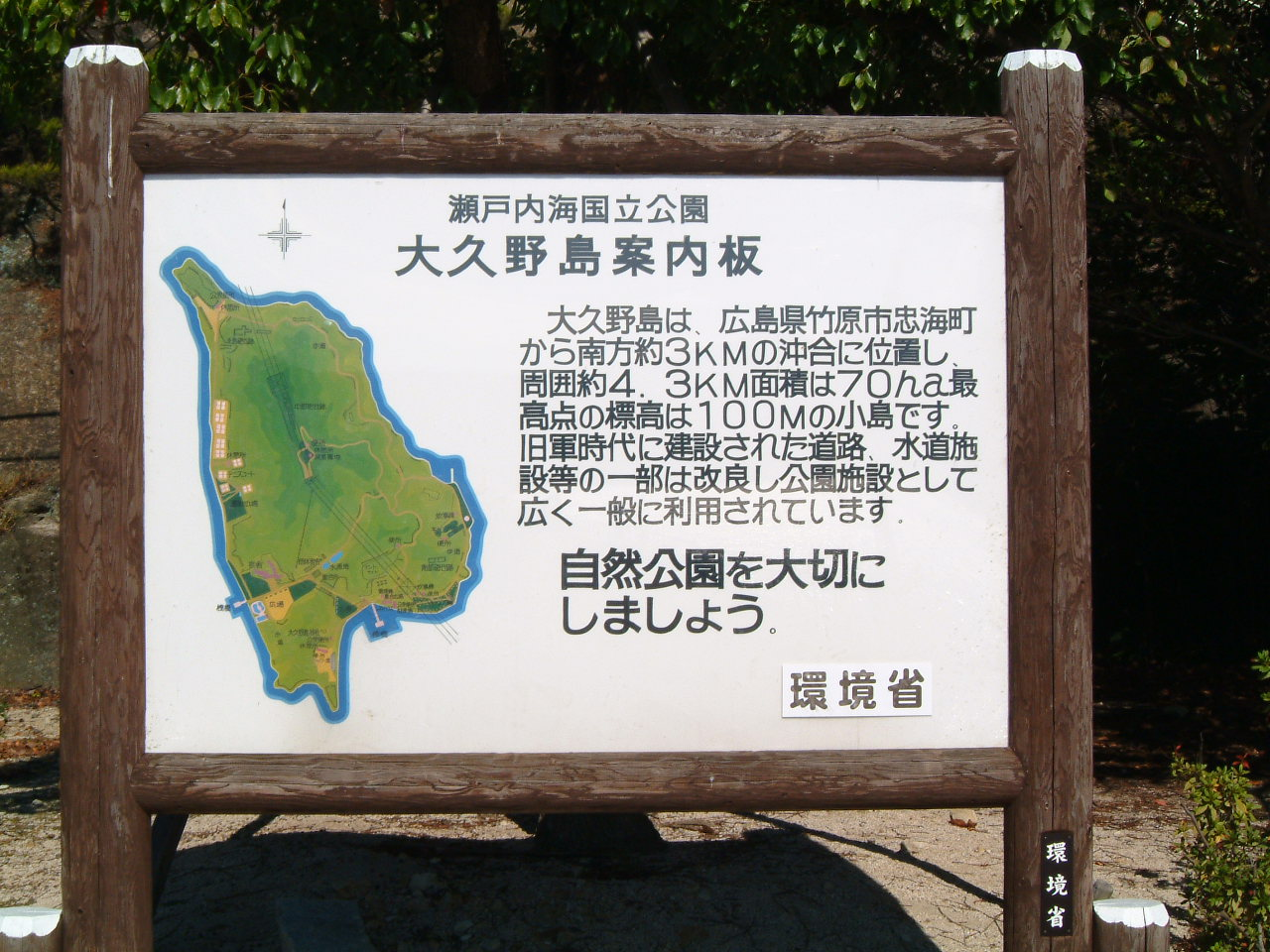
大久野島島内案内図

朝鮮特需から高度経済成長へと移っていった昭和30年代、生活の安定により国内では観光の大衆化が進み、野外活動など新たなレクリエーションが生まれた。そして、都市環境の悪化により自然志向が高まっていった。こうした中で自然公園法制定、厚生省（現・厚生労働省）により集団活動施設の新規整備など国立公園・国定公園の整備造成が進んだ（当時国立公園の管轄は厚生省）。これが後の「国民休暇村」整備計画となる。1960年厚生省及び広島県は大久野島への国民休暇村整備を公表、1961年財団法人国民休暇村協会が設立されると協会により建設は進み、島の99.7%・灯台以外の土地遺構は厚生省所管となり、1963年7月開場した。総事業費7億7300万円（当時）。
1971年環境庁（現・環境省）が設置されると国民休暇村は厚生省から環境庁に移管され、2001年国民休暇村は現在の休暇村に改称している。
電源開発によって本州と四国を結ぶ送電線である中四幹線が整備されたのもこの頃で、1962年竣工した。後に本四連系線ができたことにより、中国電力による本州から大三島へ電力を送る大三島支線として運用されている。なお忠海と大久野島を結ぶ送電線を支える2つの鉄塔は高さ226mと日本一高いもの。

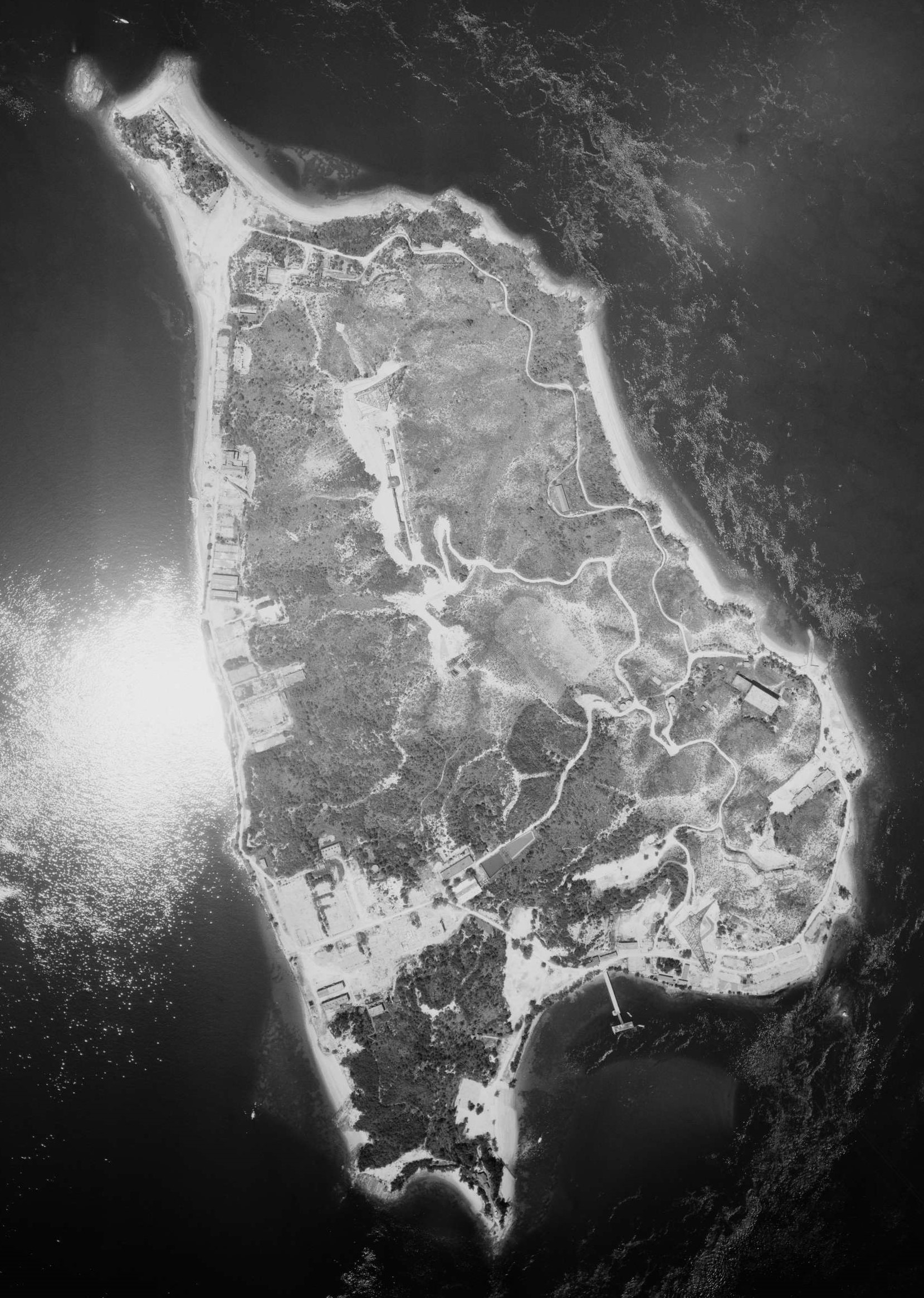
1962年[28]。工事中。
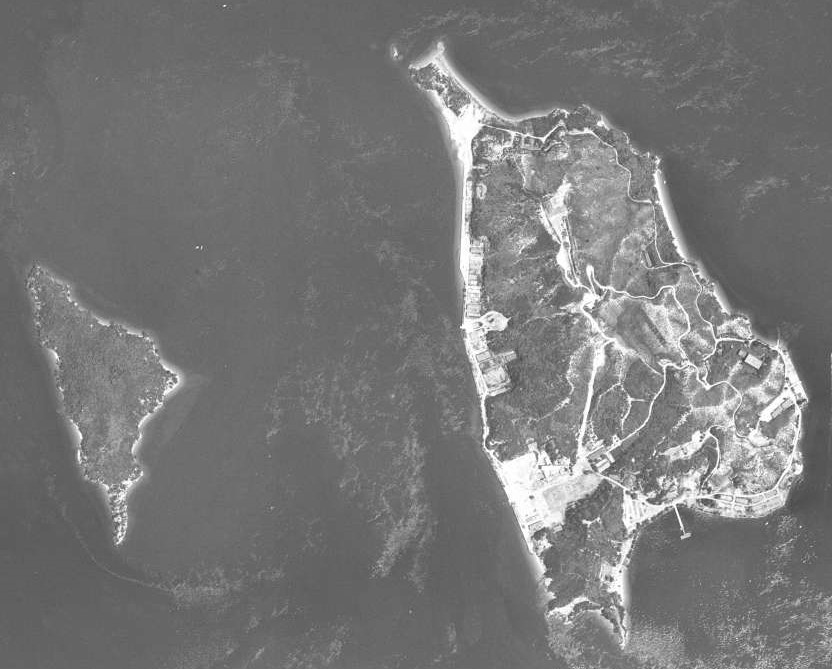
1964年[28]。
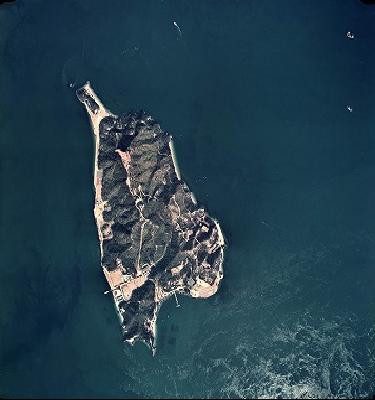
1974年[28]。
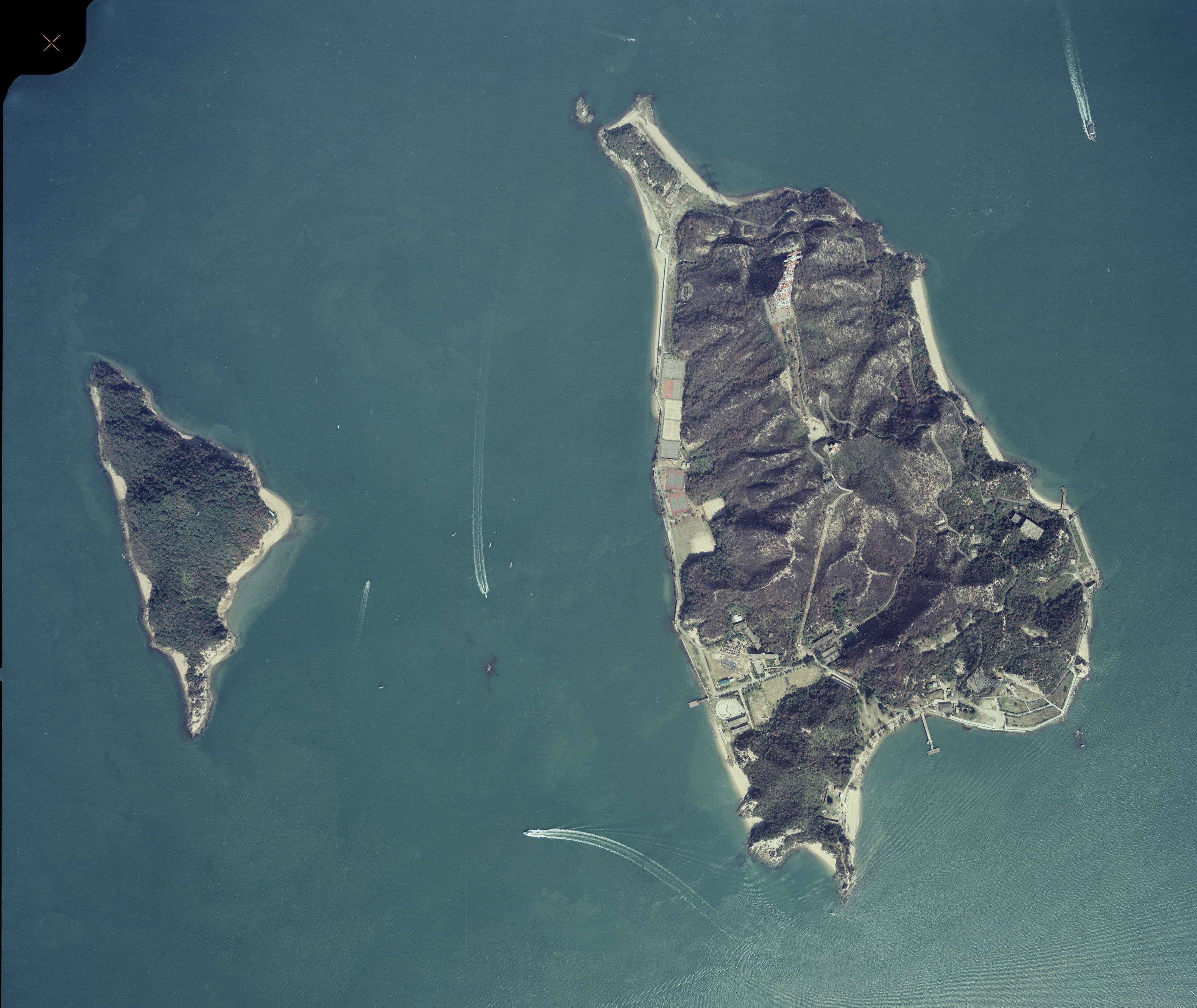
1981年[28]。

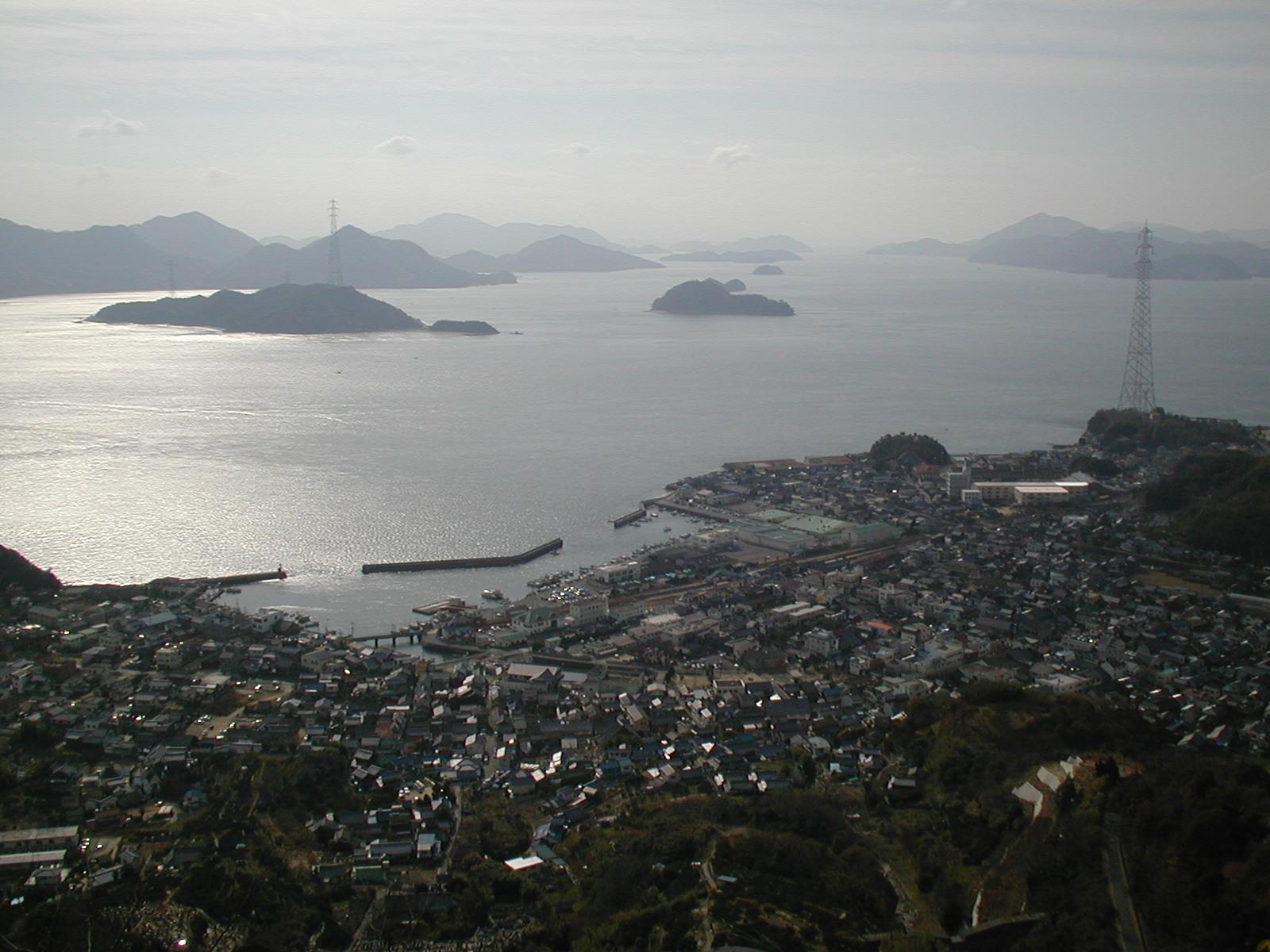
北側忠海からみた大久野島（左）。
右側と島を結ぶ送電線が大三島支線でその2つが日本一高い送電鉄塔。
海底送水管は右の鉄塔付近から島に向けて約2.4kmを布設する計画が立てられた。2009年その調査の段階で金属反応が367箇所（普通のゴミも含む）あった。

この間にも、島の負の歴史部分が現れている。例えば、1961年に国民休暇村になるにあたり、県は自衛隊に島内に残留している毒ガスの調査を依頼した。すると防空壕内から2.5トントラックで5～6台分の毒ガスが発見されている。また同年、建設工事請負業者が工事中に土中に埋められていた毒ガスに被災する事故も起こっている。以降、国民休暇村拡張工事の際に被災者が出てしまうなど、1972年まで発見・被災は続いた。
かつては島の遺構を国の史跡として指定されるよう運動が起きたこともあった。
近年で特に問題となったのが、1995年3月から1996年5月の環境庁による大規模調査で、環境基準を大きく超えるヒ素による土壌汚染が確認されたことである。土壌自体は1997年11月までに対策工事が完了している。2009年の報道によると、これを受けて行われた県による周辺海域の海中汚染モニタリングではヒ素は検出されておらず、海洋生物の異常報告もなかったという。
ただしこのことを受けて2004年から井戸水の利用を完全に中止し、現在、休暇村大久野島が利用する水は島外から船で運ばれている。環境省が島に上水を送る海底送水管敷設を計画していたが、その敷設地点周辺での調査で海中投棄された毒ガスとみられる兵器が発見されたことにより、見通しがつかないとして工事を中止した。

### ウサギの島

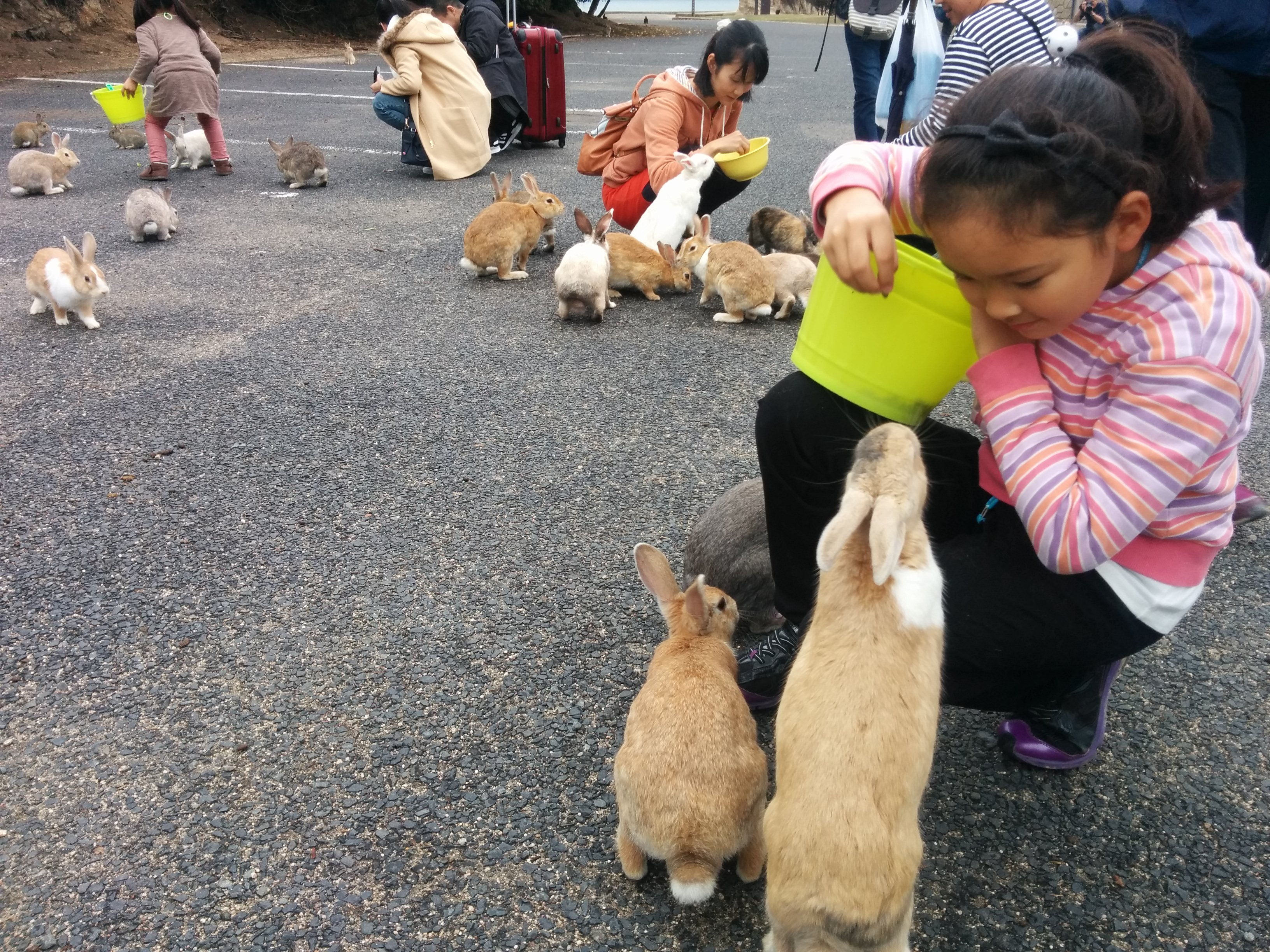
ウサギに餌をやる観光客

島に生息する野生ウサギは全てアナウサギ（世界・日本の侵略的外来種ワースト100にも指定されている）である。
戦前および戦中、毒ガスの動物実験用にウサギが飼われていた。戦中・戦後には食用にされたという。ただし戦後の毒ガス関連処理の際に全羽殺処分されたため、当時のウサギの子孫はいない。現在生息しているウサギは、1971年に地元のある小学校で飼われていた8羽が放されて野生化し、繁殖したという説が最有力である。きっかけは国民休暇村になった際に島のマスコット的な存在として動物を入れようという話になり、サルやシカなど検討された中でウサギに決まったという。ウサギの数は大久野島ビジターセンターによると2007年での調査では約300羽であったが2013年には約700羽となり、現在も年々増加しているとみられ、2018年時点では900羽を超えている。
ブーム以前は、島の存在はほぼ地元広島県民にしか知られていなかったこともあり、2001年時点での休暇村宿泊施設利用率は50%以下であった。特にウサギの島として日本のみならず海外にまで知られることになったのは2010年代以降のことである。きっかけは干支が卯だった2011年に日本のメディアが紹介したことや、同年に日本の旅行会社が国内外向けにウサギをテーマとした旅行プランを企画したことなどであった。その後2013年から2014年頃に海外のニュースサイトが動画付きで紹介したり、島を訪れた外国人が動画サイトに投稿したりしたことで、国際的にも「ウサギの島」としての知名度が一気に上がった。年間来島客は2010年度で約152,000人だったが2014年に約186,000人、外国人に至っては2013年で378人、2014年5,564人、2015年17,215人と大幅に増えている。2017年の来島者総数は約36万人に達した。
竹原市は、同市内の観光名所・竹原町並み保存地区にも外国人観光客を呼びこもうと、セットでの観光展開を目指している。

## 施設

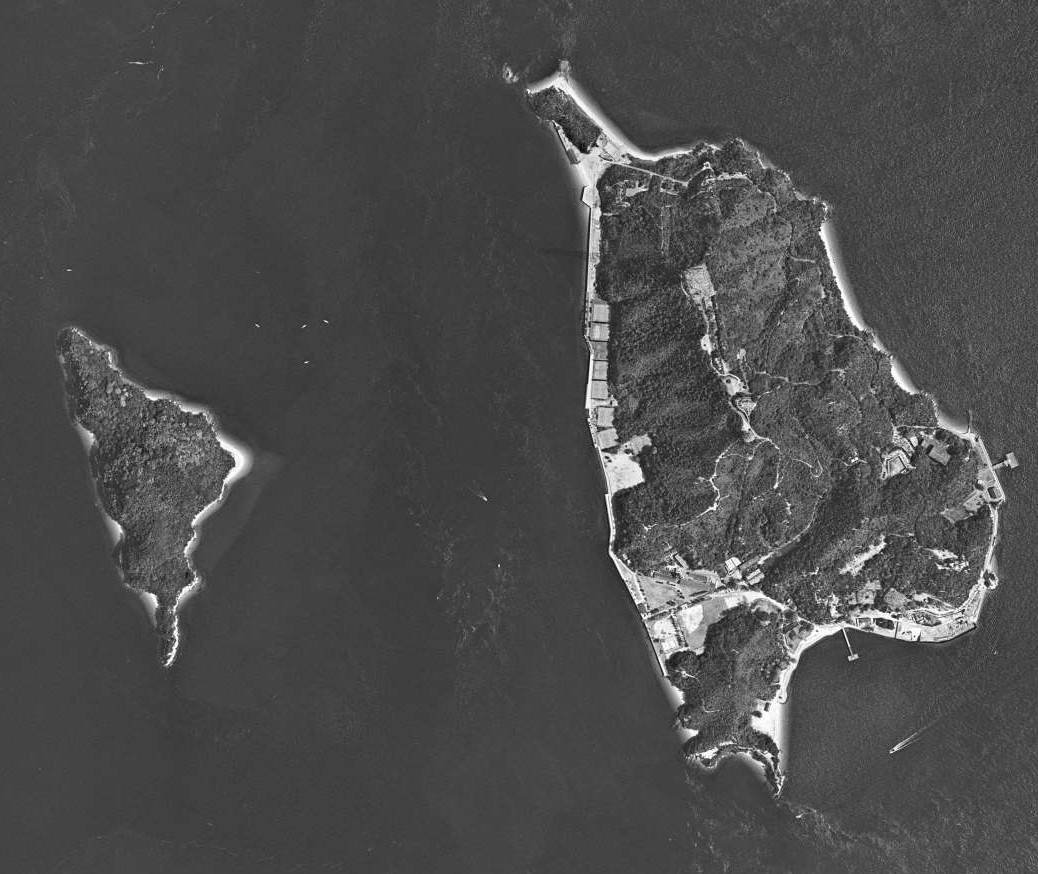
2006年。

### 休暇村大久野島
敷地面積71ha。宿舎区域1.2ha、園区域4.6ha 。最寄りの駅である忠海駅から約4km・船で約15分と全国の休暇村の中でも屈指の立地条件である。
一般的な休暇村と同じく、宿泊施設やキャンプ場・海水浴場などのレジャー・レクリエーション施設がある。加えて温泉があるのが特徴で、泉質は放射能泉、日帰り入浴できる。ビジターセンターでは瀬戸内海の歴史も学べる。そして軍事遺構が残されており、フィールドワークでその特異な歴史を学ぶことができる。
島内の詳細は休暇村大久野島が公開するパンフレット『島内MAPのご案内 (PDF) 』を参照。
- キャンプ場
- テニスコート
- 海水浴場
- プール
- 研究所跡、発電所跡、毒ガス貯蔵庫跡
- 砲台跡（北部・中部・南部）

### うさぎのしま・おおくのしま海の駅
2018年全国で163番目の海の駅に認定された。
- 要予約
- ビジターバース数 : 1隻（第1桟橋）
- ビジター利用料金 : 無料
- 離島のリゾート施設群の中にあるため、その他にも制限がある。

### その他
- 大久野島ビジターセンター - 環境省所管。瀬戸内海国立公園の自然・歴史・文化を学べる施設[45]。
- 大久野島毒ガス資料館 - 竹原市が所有、休暇村が指定管理者として管理する。毒ガスの歴史展示資料館。
- 大久野島神社 - 戦前から島内にある神社
- 大久野島灯台 - 戦前から島内にある灯台

### 注記
- ウサギの保護のため、いくつか注意が促されている。下記以外のものも含め「うさぎからみんなへのおねがい - 休暇村」参照。
  - 補助犬以外の犬、猫などのペットの持ち込みは禁止[40]。
  - 餌としてお菓子・パンを与えてはならない[35]。ウサギ用の餌は島内では売られておらず、忠海港などで販売されている。
  - 島へのウサギ投棄は禁止[35]。
- 軍事遺構
  - 危険であるため柵より内側には立ち入り禁止[46]。
- 水
  - 飲料水およびプールの水は全て島外から運ばれている[30]。ヒ素が検出された井戸は閉鎖、あるいは経年観察されている[30]。
  - 温泉のみ島内のもの。温泉取水用井戸は深さ約20mとかなり深い位置にあり、さらに5年毎に水質調査が行われている[30]。

## ウサギ殺傷事件
2024年11月から2025年1月にかけて、合計で約80匹のウサギの死骸が発見された。2025年1月20日、島を管理する環境省中国四国地方環境事務所は、感染症や人的要因を視野に調査を開始することを発表した。その後の調査で、死骸は99匹（島内のウサギの約2割）確認された。
2025年1月22日、滋賀県大津市の会社員の男（25歳）が、ウサギを蹴り殺したとして動物の愛護及び管理に関する法律違反で現行犯逮捕された。男は2月10日にも同法違反容疑で再逮捕された。男は「何度も同じようなことをした」と供述しており、動機として「かわいいから」「いじめたらどんなリアクションをするのか気になった」と述べている。
男は、埼玉県出身で高校ではサッカー部に所属。総合化学メーカー東レは1月28日、男が同社関連会社の従業員であることを報告し「逮捕の報を当社として極めて遺憾で、重く受け止めております」とした。

## 交通
島内へは渡船のみ。島には駐車場があるがそれ以外での車両通行不可。桟橋から休暇村へ無料シャトルバスがある。
- フェリー（大三島フェリー運営）寄港しない便もある。
  - 忠海港 - 大久野島 - 盛港（大三島）
- 休暇村客船（休暇村大久野島運営）
  - 忠海港 - 大久野島
- 竹原大久野島高速船（山陽観光運営）大型連休のみの臨時便。
  - 竹原港 - 大久野島
- 三原大久野島高速船（弓場汽船運営）土日祝日のみの運航。
  - 三原・須波港 - 大久野島

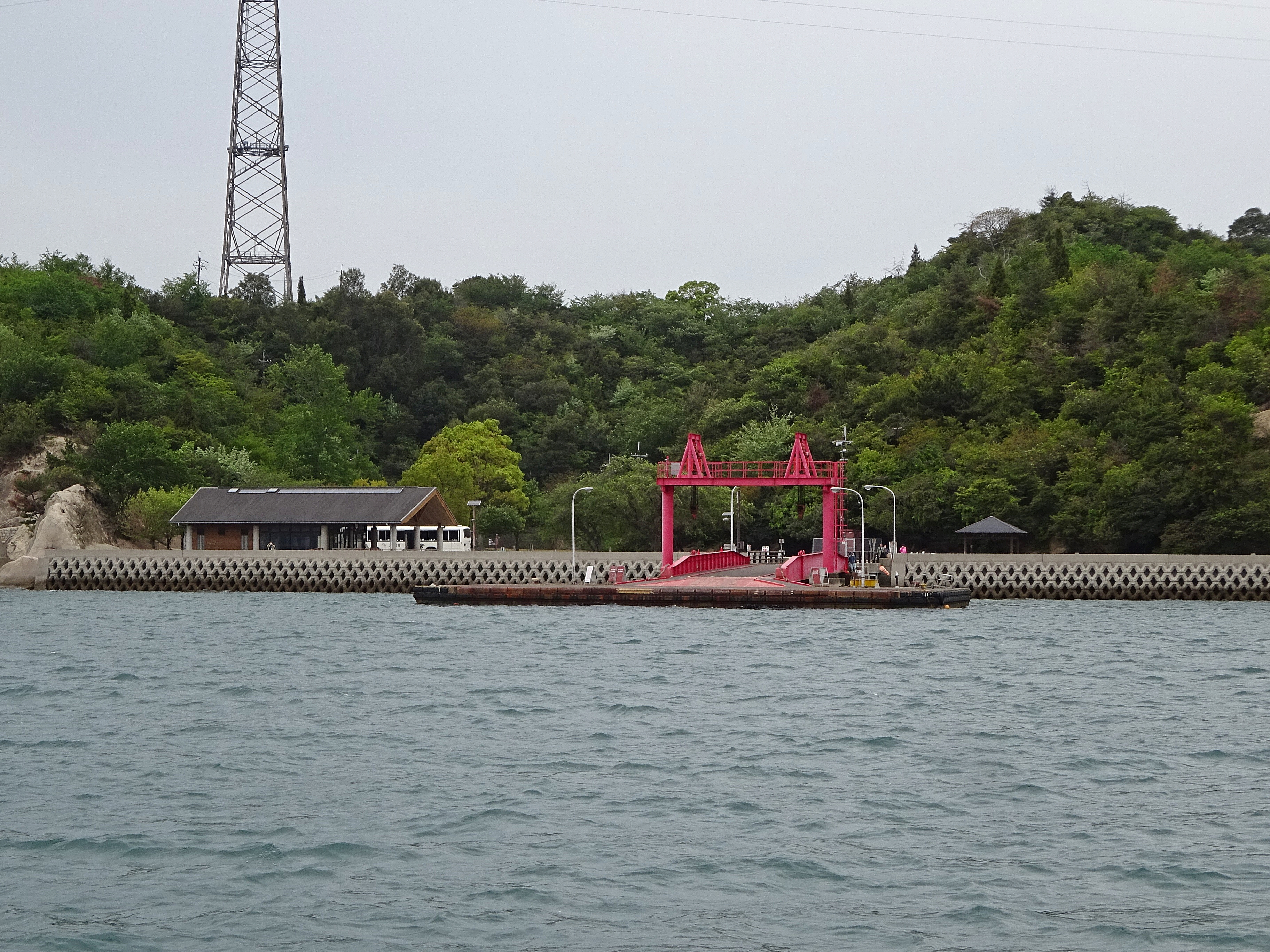
大久野島港俯瞰
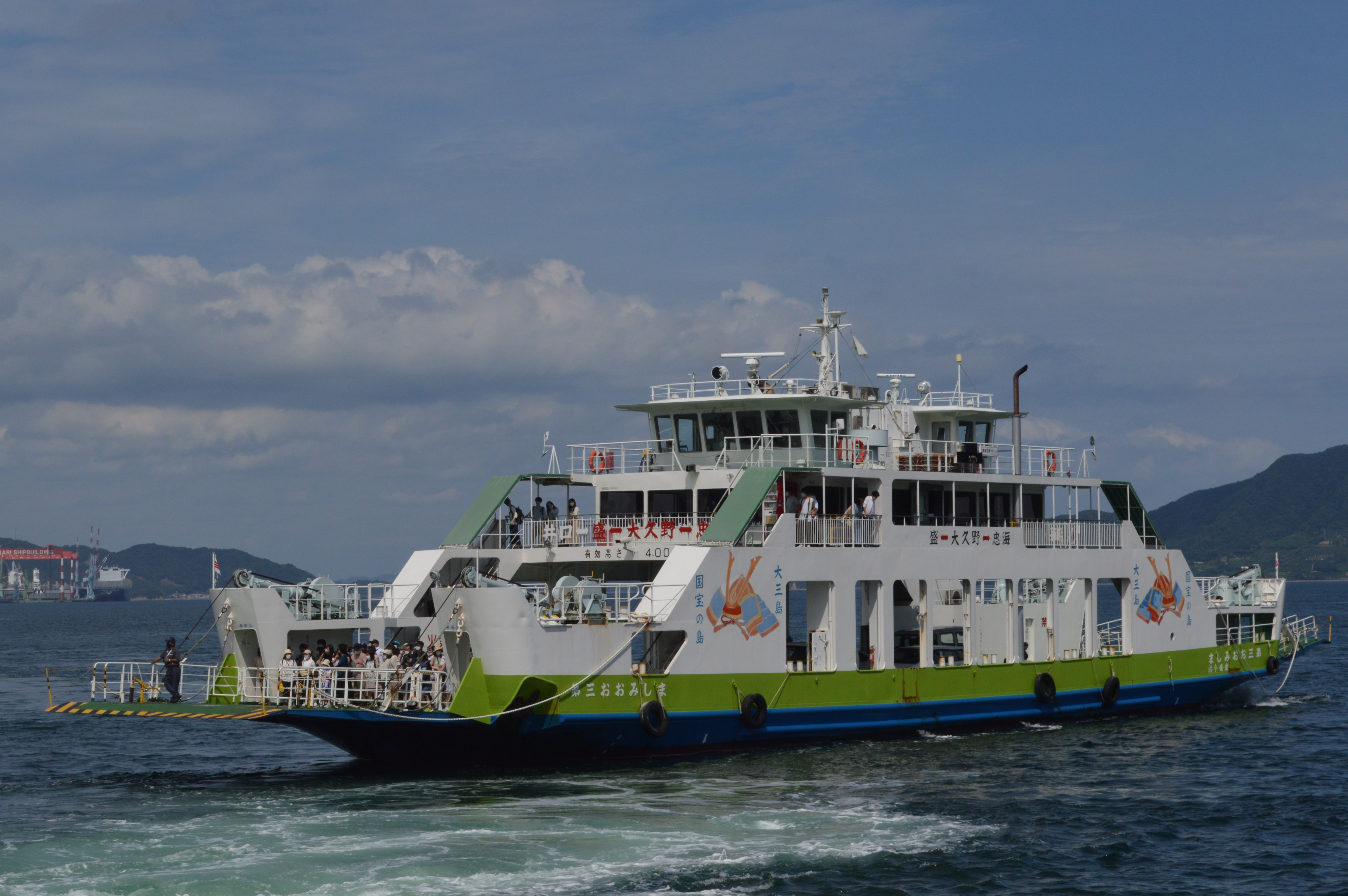
カーフェリーの大三島フェリー
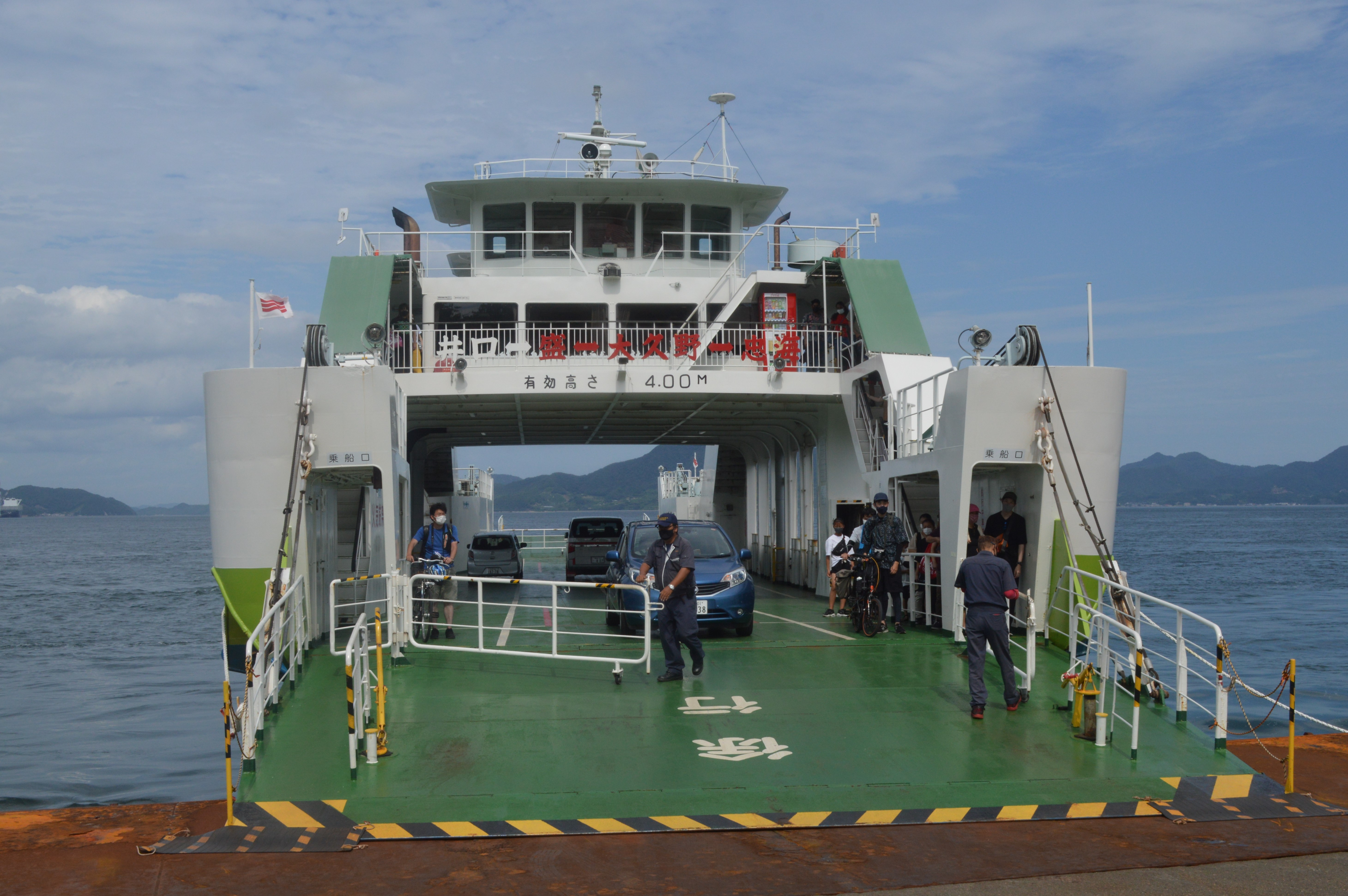
大久野島第二桟橋
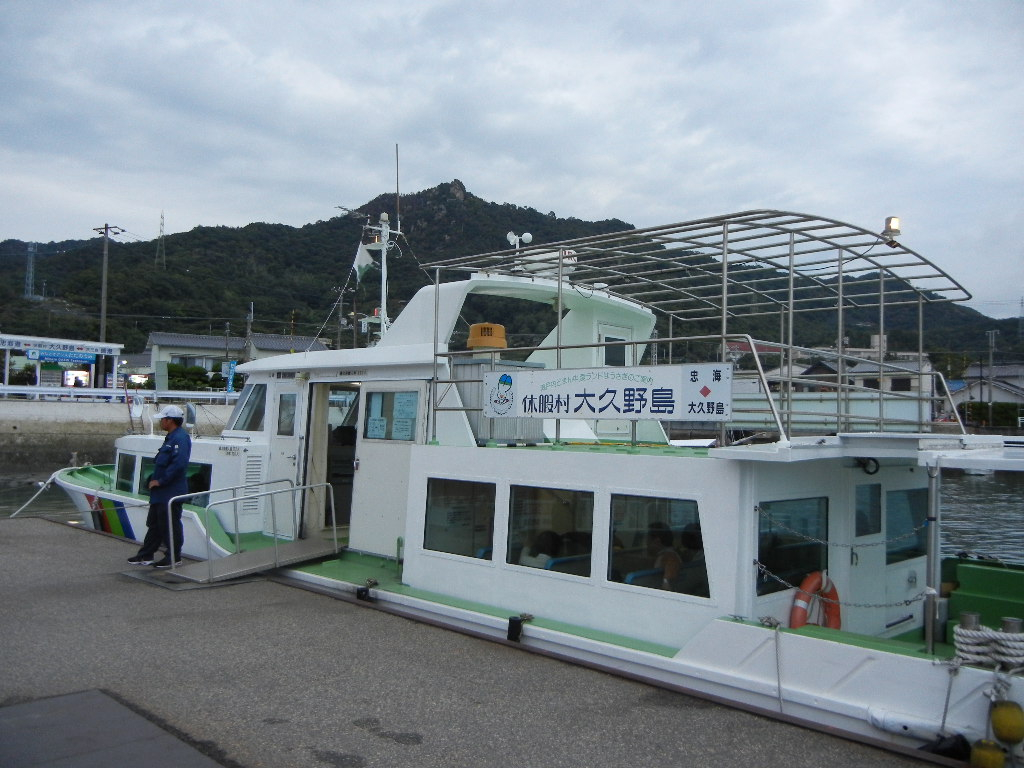
休暇村が運営する定期旅客船

## ギャラリー

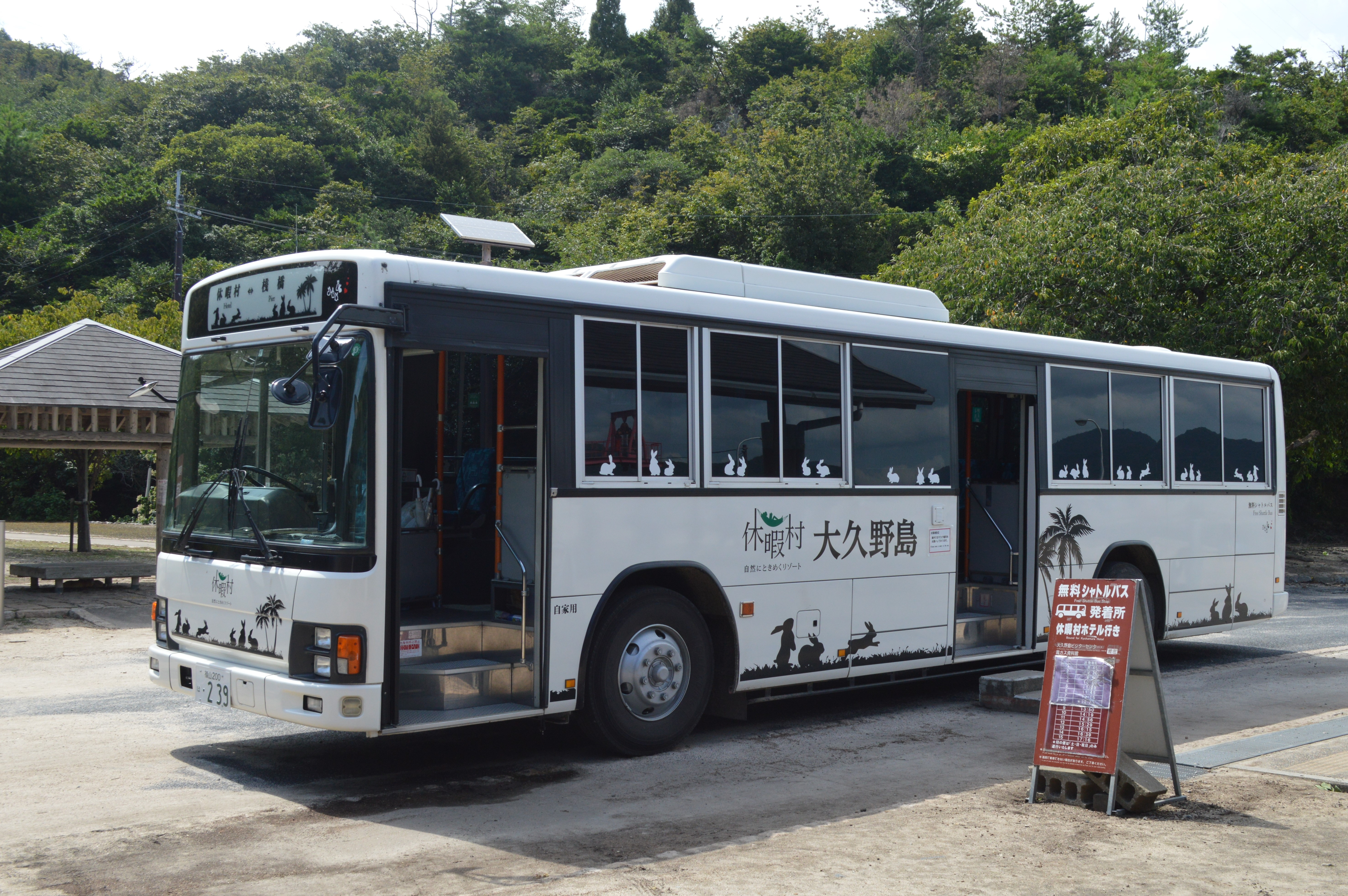
島内で運行されているシャトルバス
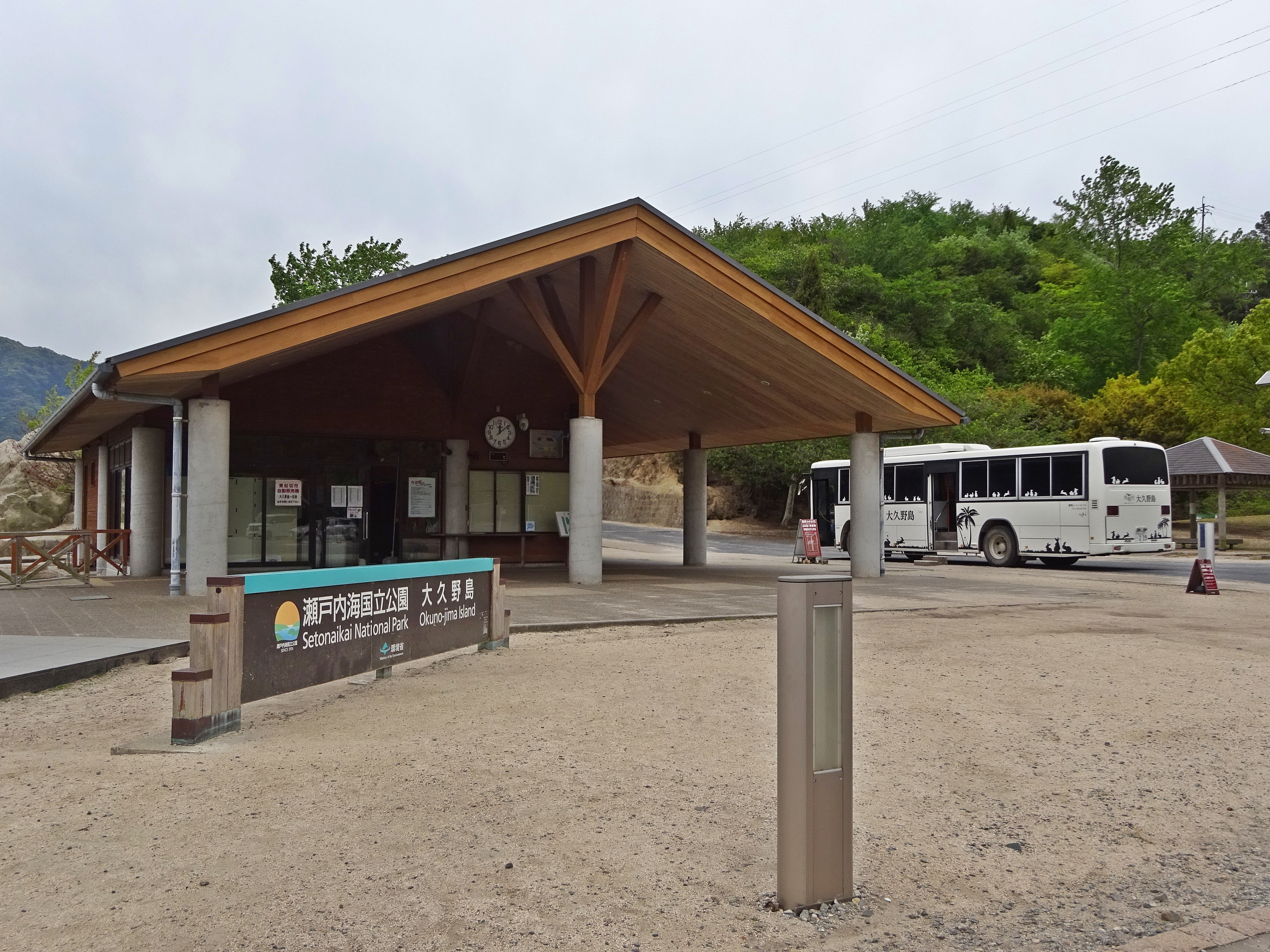
大久野島フェリー待合所
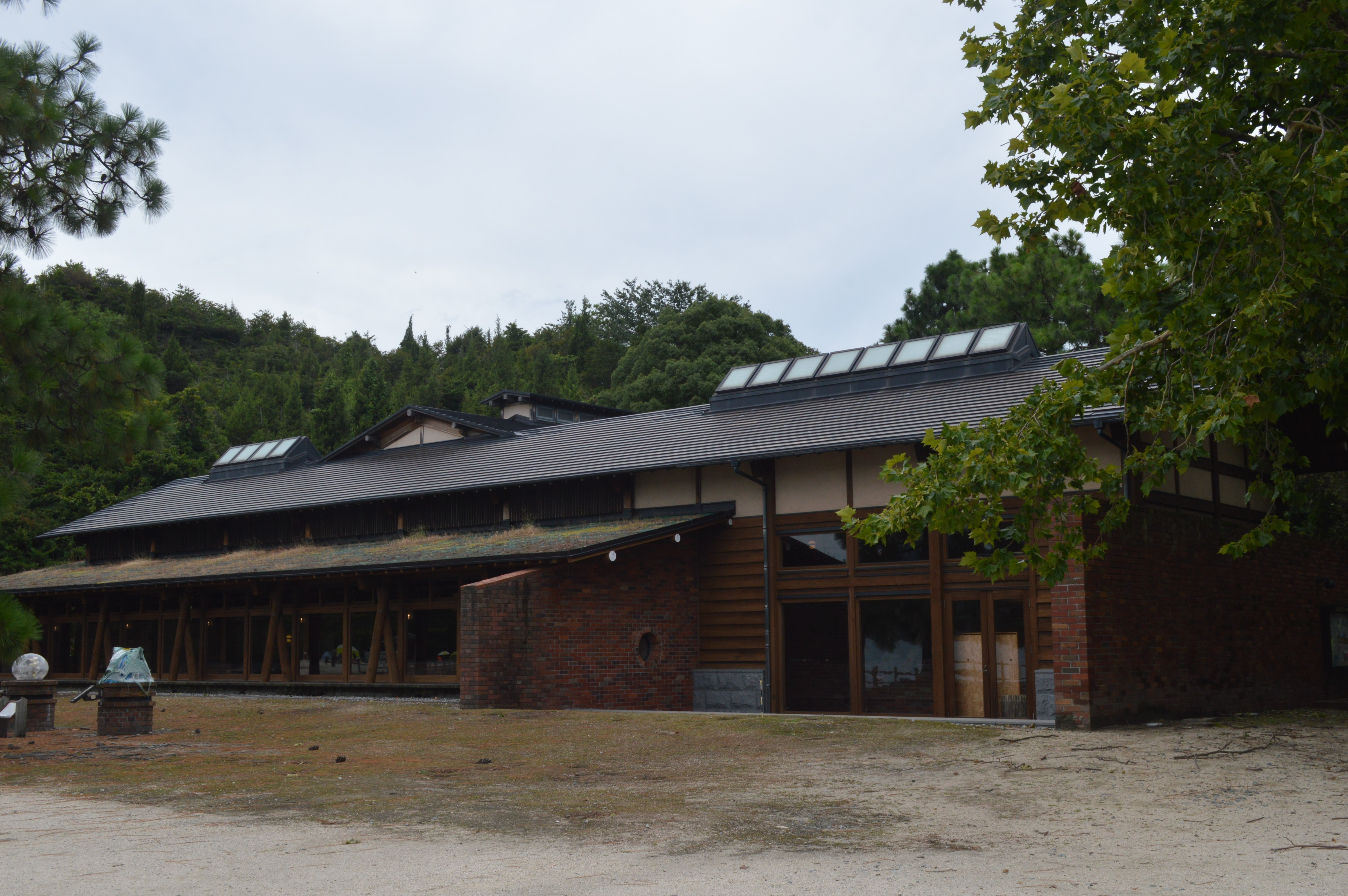
ビジターセンター
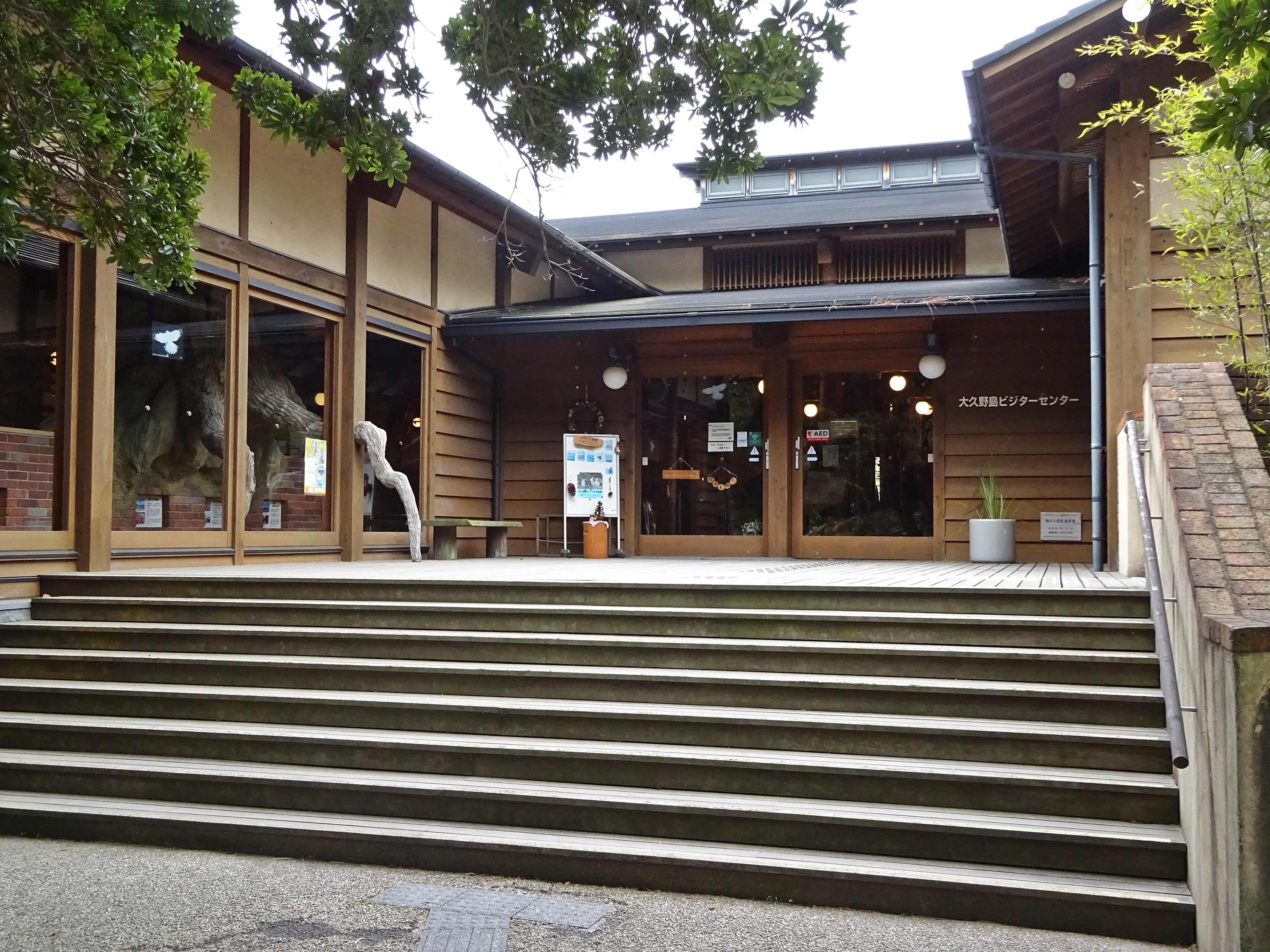
ビジターセンター入口
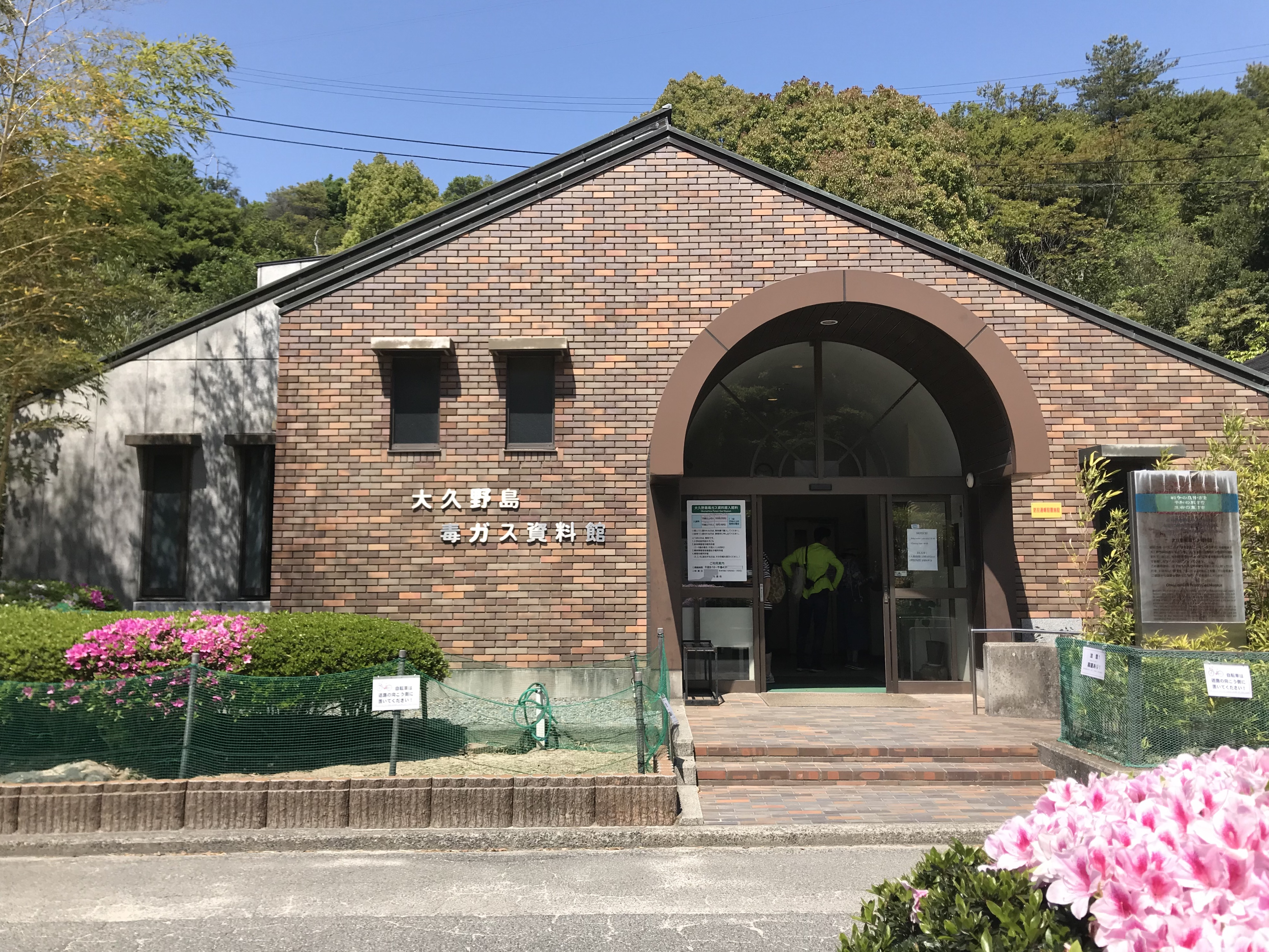
大久野島毒ガス資料館
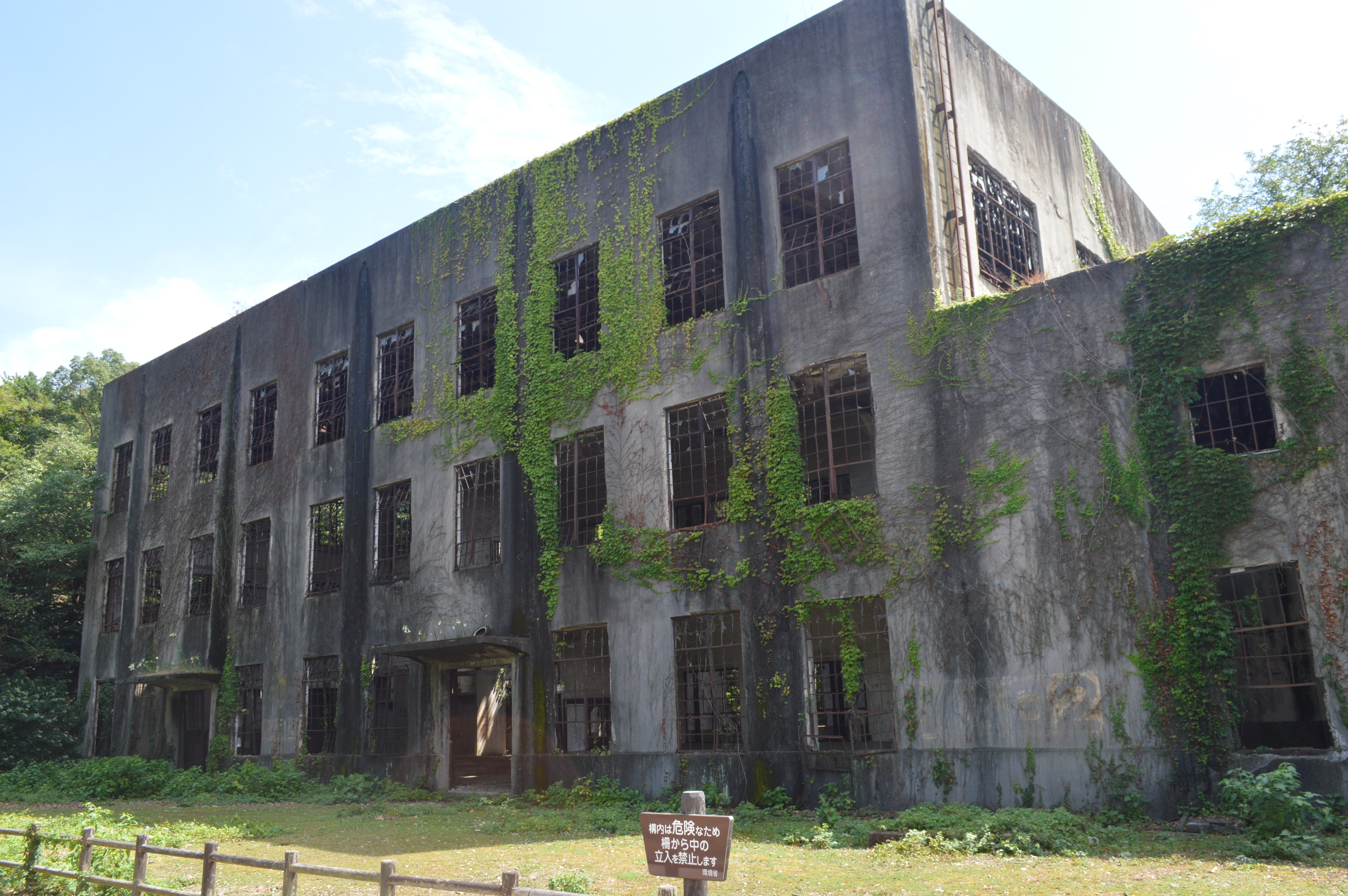
発電所跡
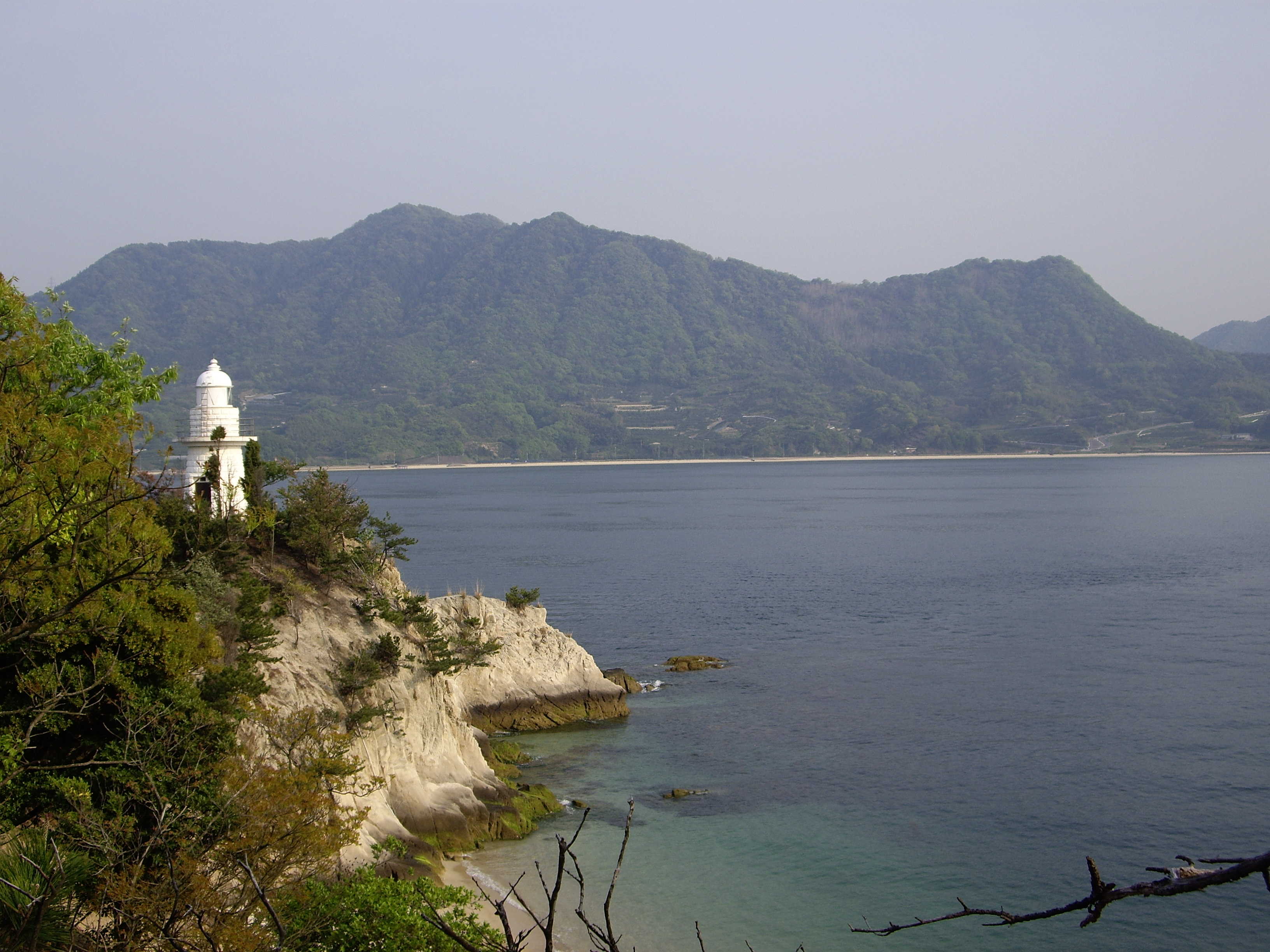
大久野島灯台
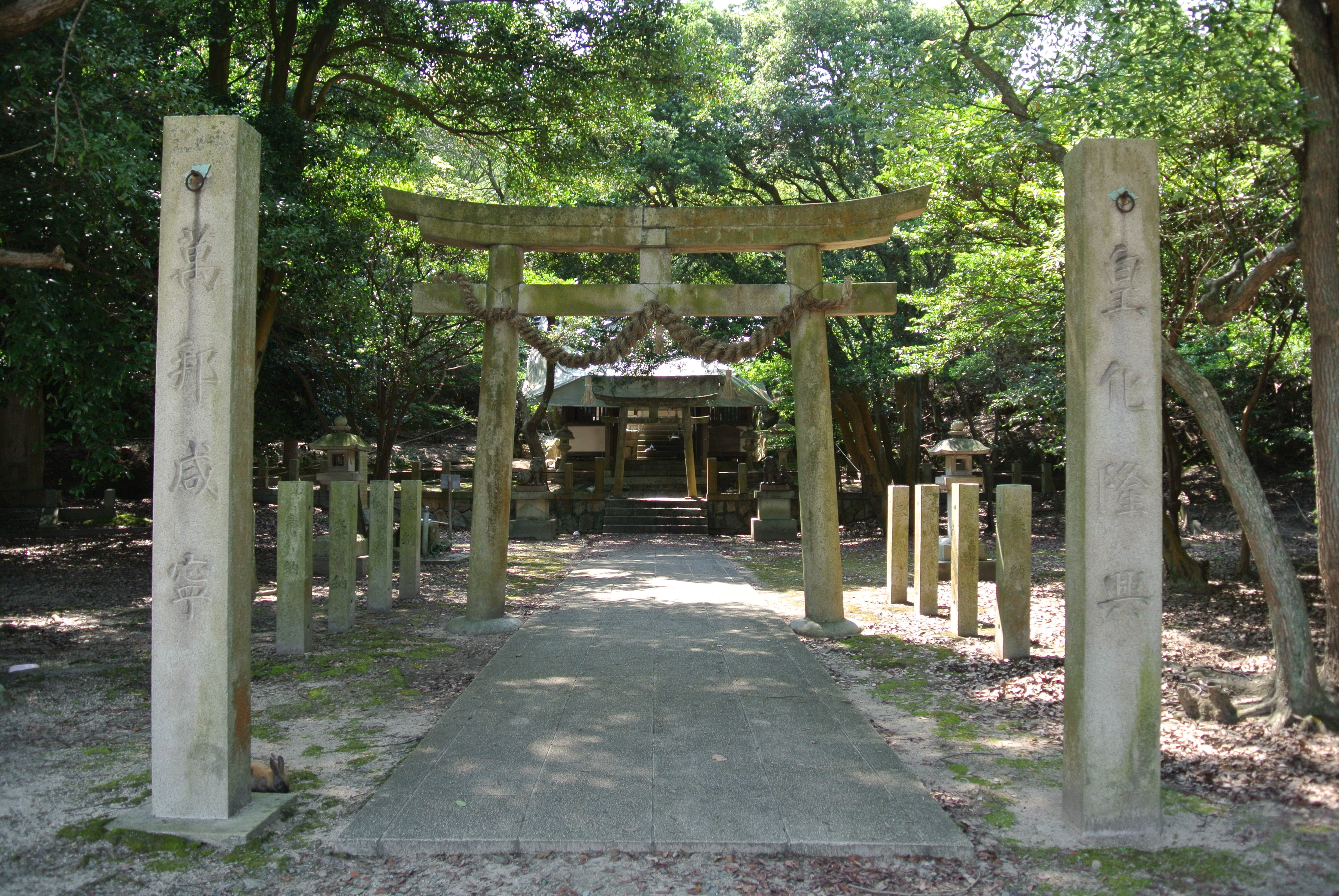
大久野島神社
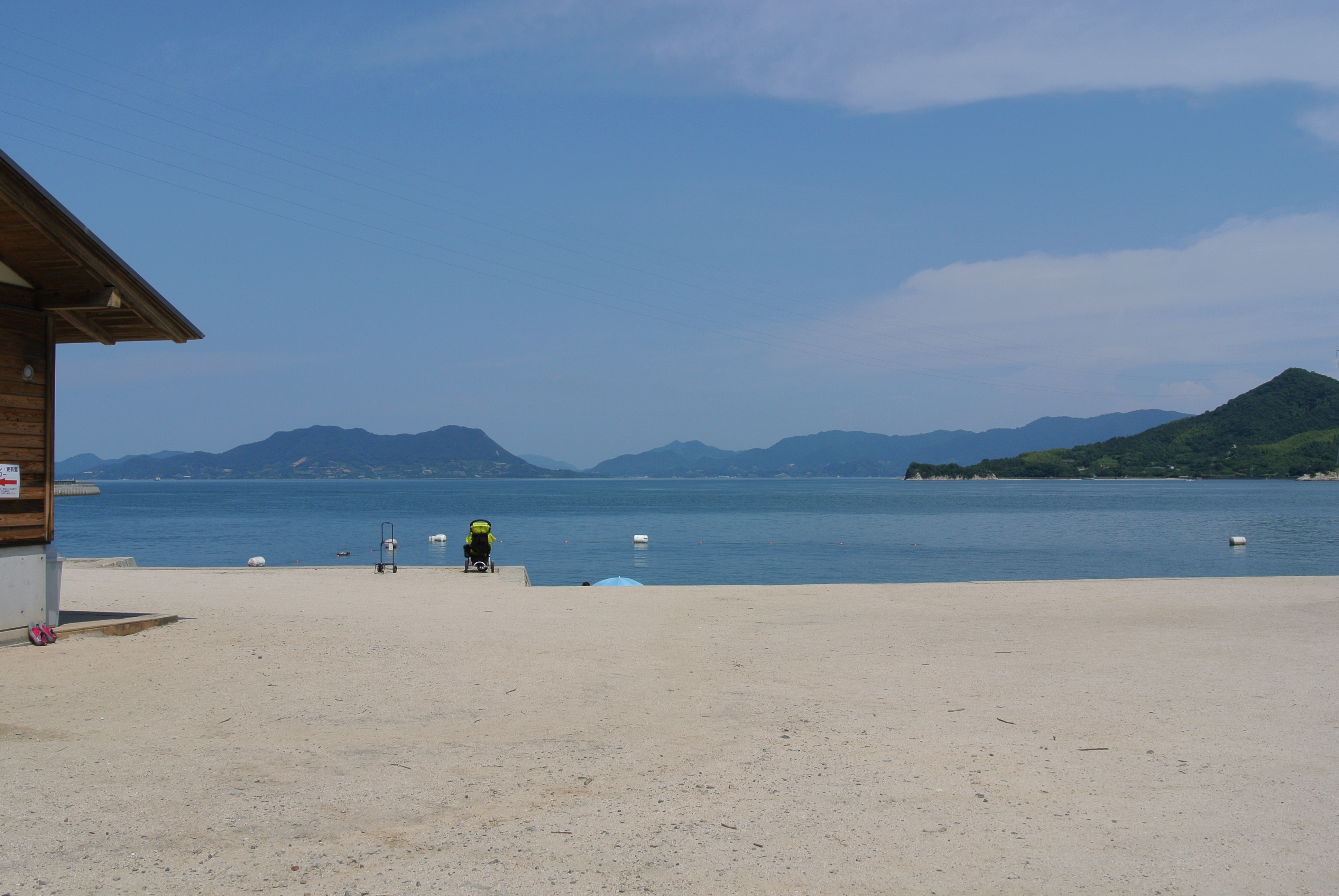
大久野島海水浴場
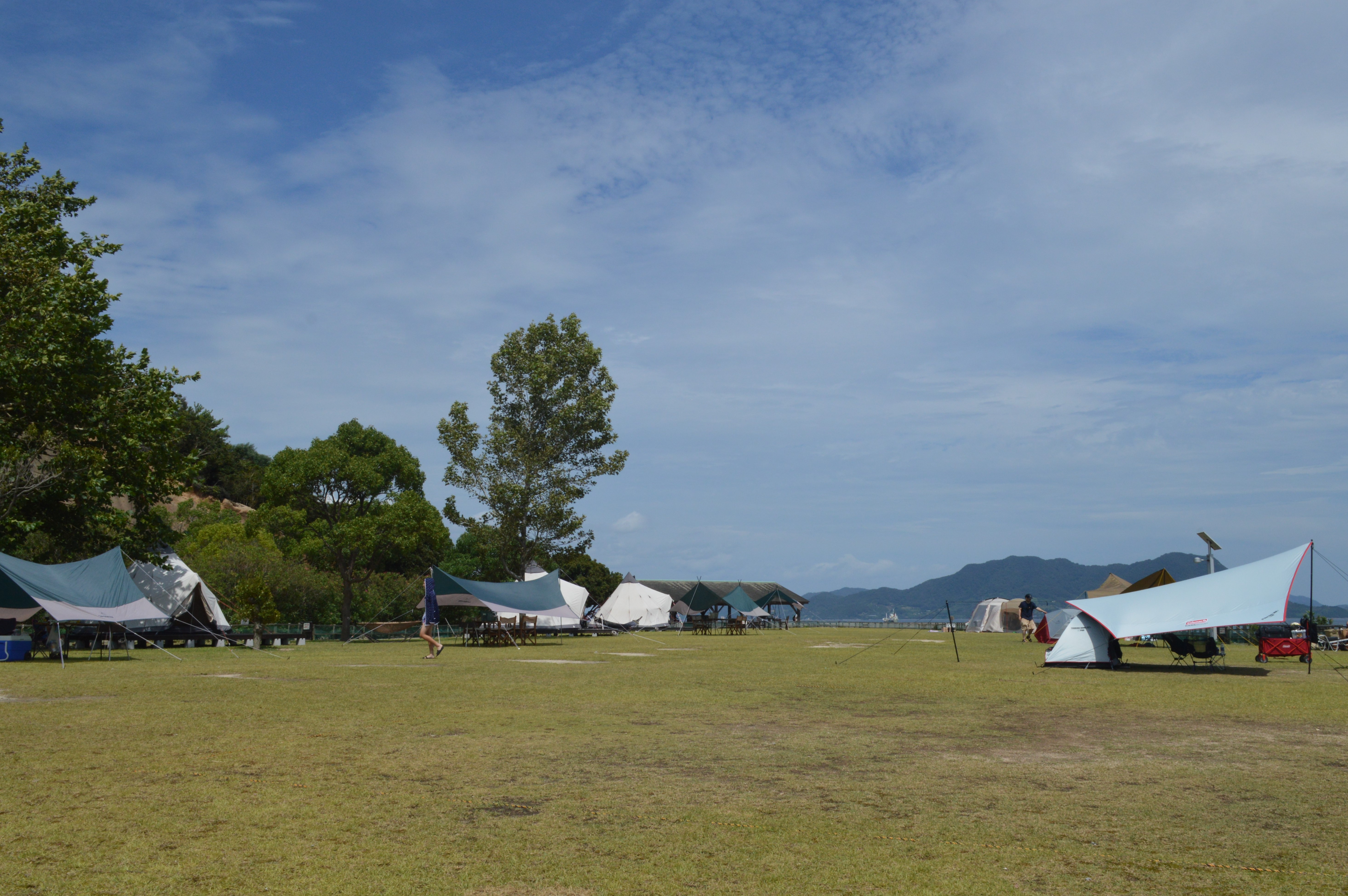
大久野島キャンプ場